# بيرموندزي (محطة مترو أنفاق لندن)
بيرموندزي (بالإنجليزية: Bermondsey)‏ هي إحدى محطات مترو أنفاق لندن. تقع على خط جوبيلي أفتتحت في المنطقة (Zone) رقم 2 أفتتحت في 17 سبتمبر 1999.

## معرض صور

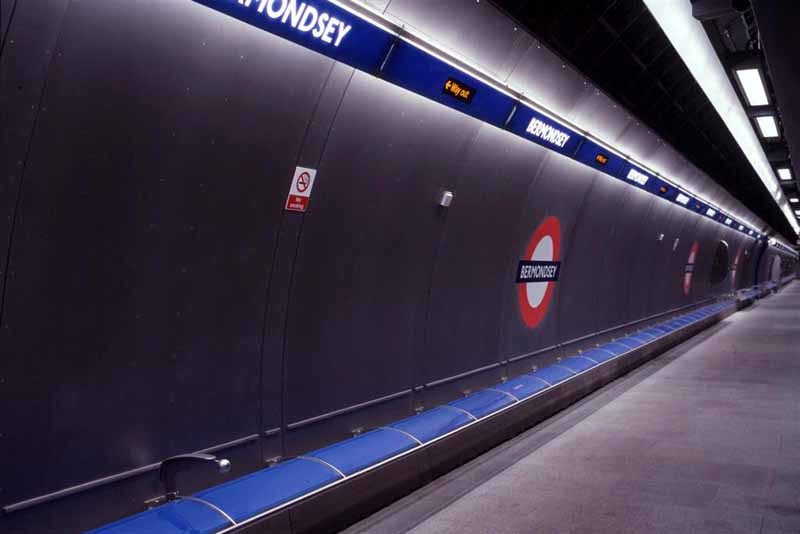
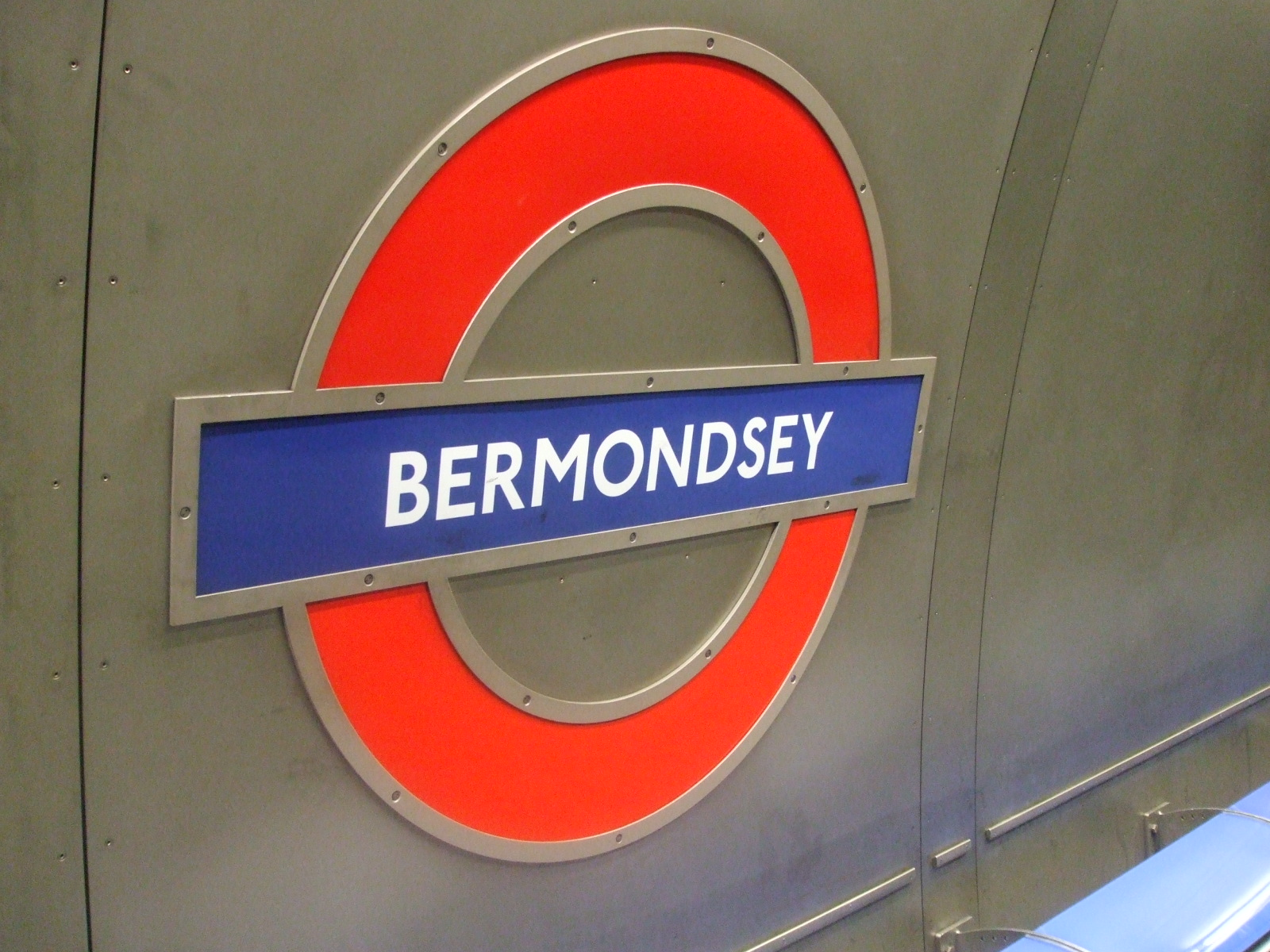
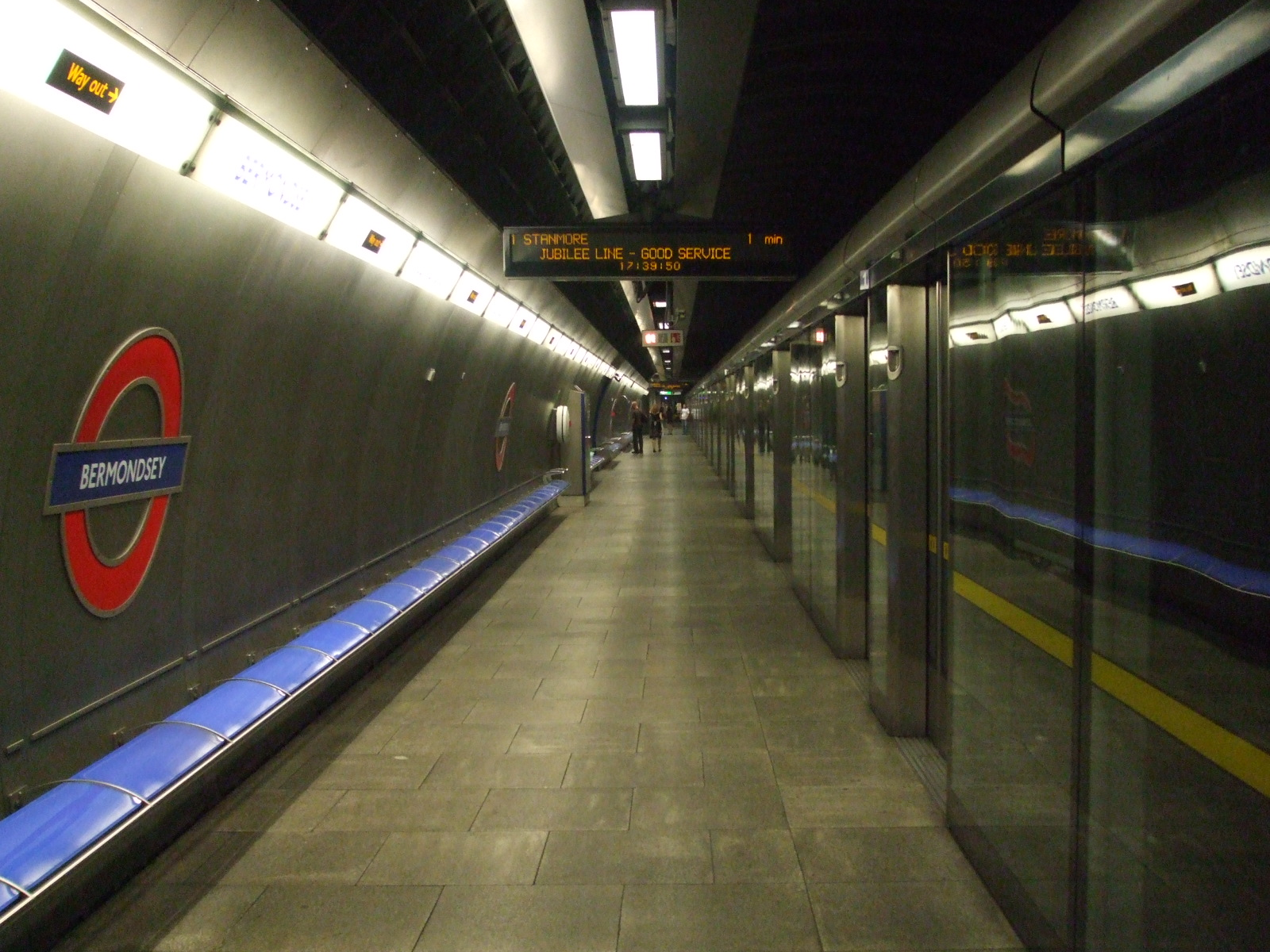
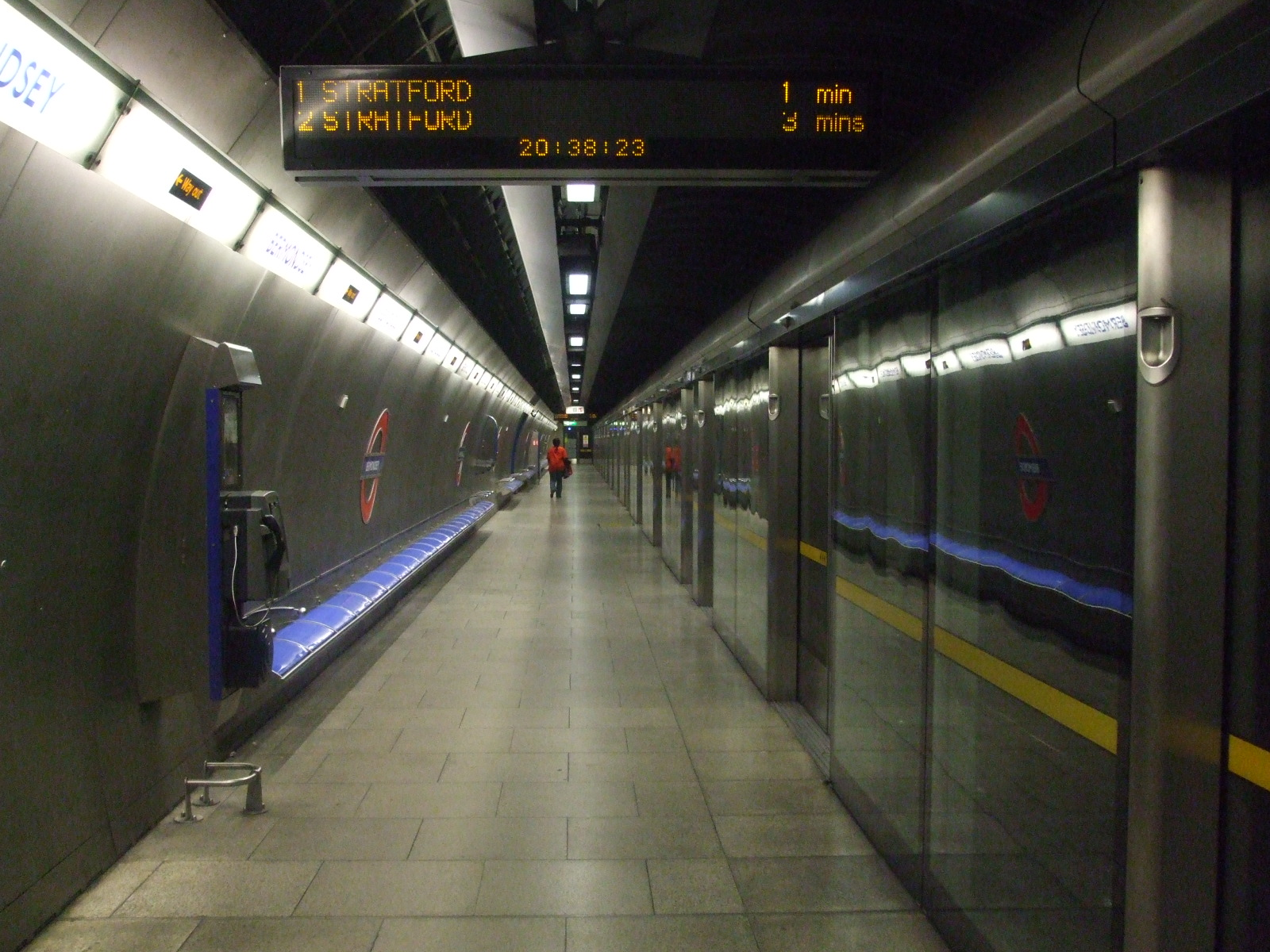